# Jørgen Thorgaard
Jørgen Thorgaard (12. marts 1939 i Smerup – 29. oktober 1992 i Himmelev) var en dansk forfatter, teolog og TV-vært, kendt fra programmer som Eksistens og Bøger.
Thorgaard var cand.theol., senere licentiat og undervisningsassistent ved Københavns Universitet. Han fortsatte med det, da han i 1965 blev sognepræst i Osted Sogn.
I 1969 blev han ansat i Danmarks Radio og TV og måtte ofte tage orlov. Han var imidlertid så populær i sin menighed, at hans sognebørn gladeligt accepterede en vikar fra tid til anden. Thorgaard var også en efterspurgt foredragsholder og klummeskribent i flere dagblade og var forfatter til flere bøger. 
Han stoppede som præst ved Osted Kirke i 1979, men afløste en gang imellem den nye præst, Bodil Due. Han begik selvmord i 1992 og ligger begravet på Osted Kirkegård.